# GNOME Games
Gnome Games — пакунок, який містить ряд комп'ютерних ігор. Створюється в рамках проєкту середовища робочого столу GNOME та є його складовою частиною, хоча і не потребує його для своєї роботи. Збірник містить шістнадцять ігор, переважно головоломки, аркади та картярські ігри. Як зазначено у самих авторів, ці ігри повинні бути прості, не вимагати багато часу й не приводити до звикання. Деякі з них також є багатокористувацькими іграми.

## Ігри
- AisleRiot — «Пасьянс Айслеріот», добірка з більш ніж вісімдесяти видів пасьянсів.
- Blackjack — «Блекджек», «двадцять одне», картярська гра з казино.
- Four-In-A-Row — «Чотири в ряд», логічна гра.
- Gnome Sudoku — «Судоку».
- glChess — «Шахи».
- Quadrapassel — «Квадрапасл», класичний тетріс, (називався Gnometris до жовтня 2009 р.).
- Iagno — «Яґно», комп’ютерна версія реверсі.
- Klotski — «Кльоцки», гра-головоломка.
- Five or More — «П'ять або більше», логічна гра «лінії».
- Mahjongg — «Магджонґ», класична східна гра з кахлями.
- Mines — «Міни», мінер.
- Nibbles — «Хробак», логічна гра (керування змією, до 4-ох гравців).
- Robots — «Роботи», логічна гра.
- Tali — «Кістяний покер», різновид покеру на гральних костях.
- Tetravex — «Тетравекс», головоломка де необхідно підганяти плитки одна до одної.

## Галере́я

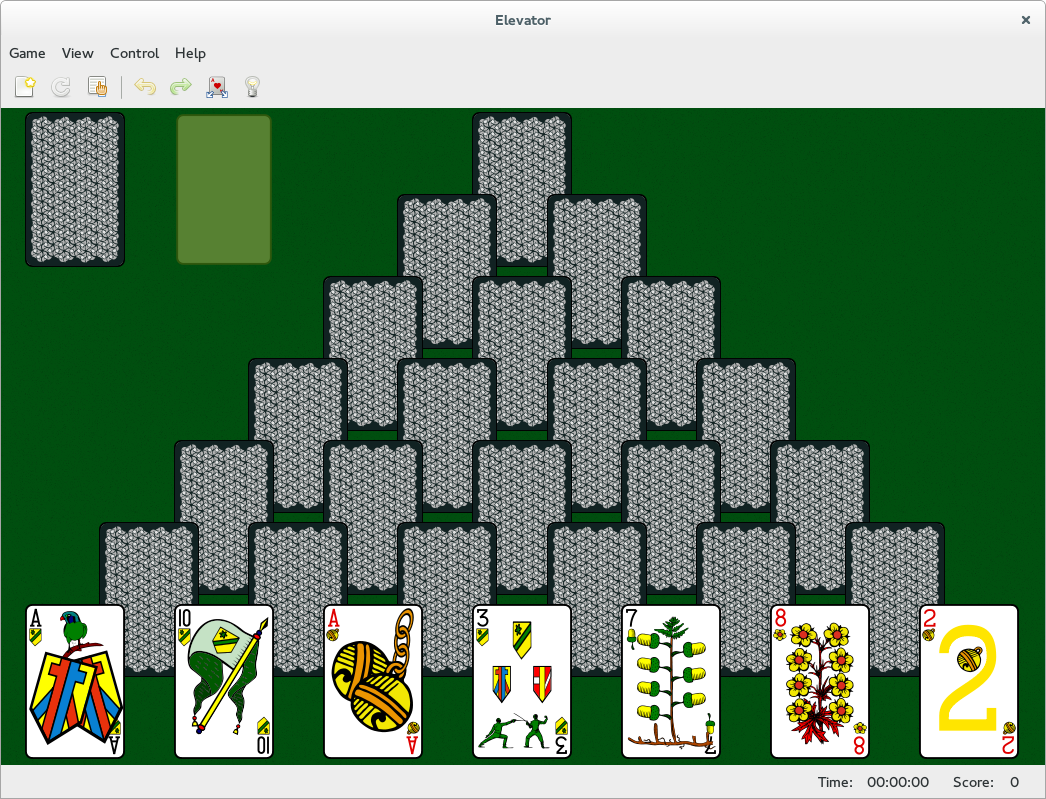
AisleRiot
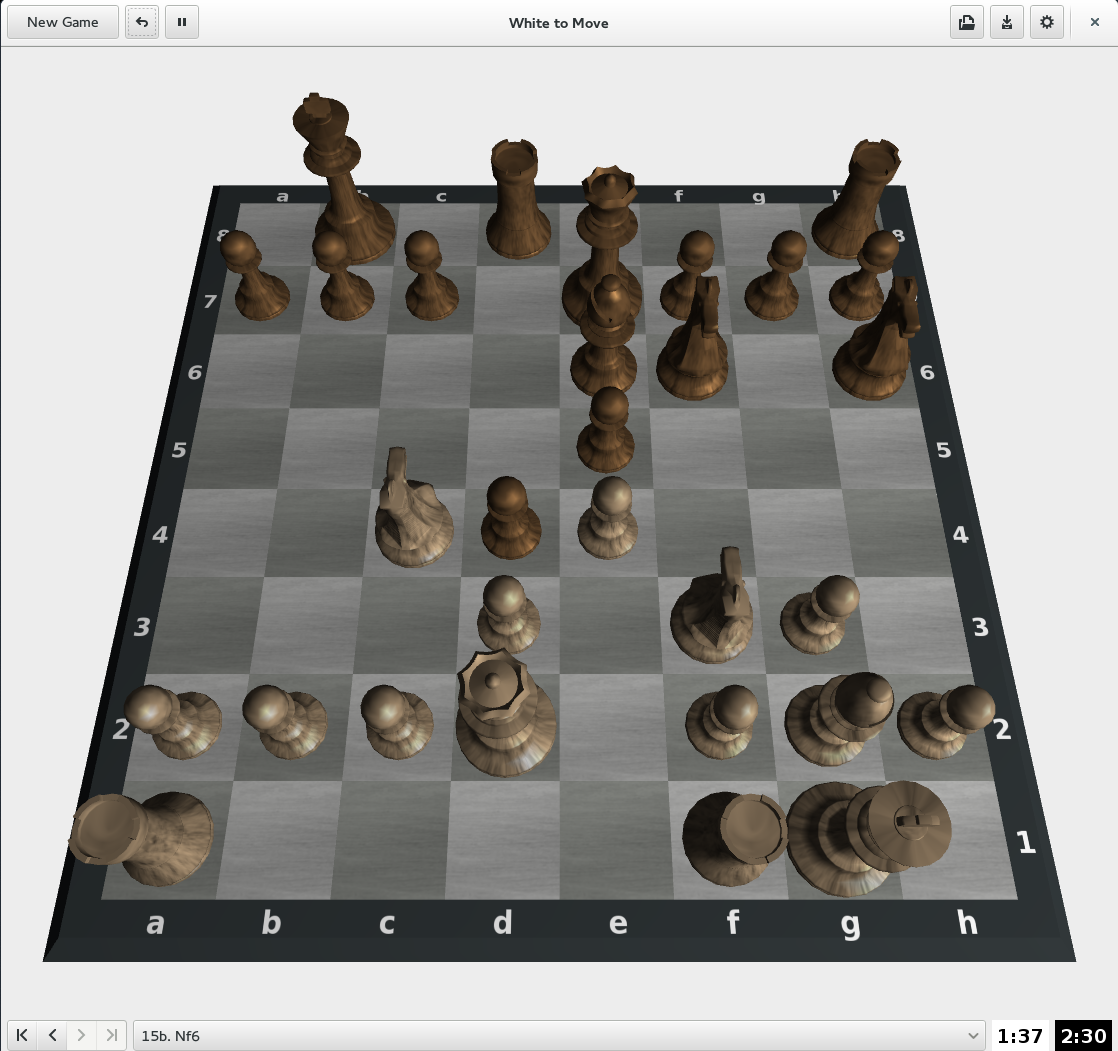
Chess in 3D view
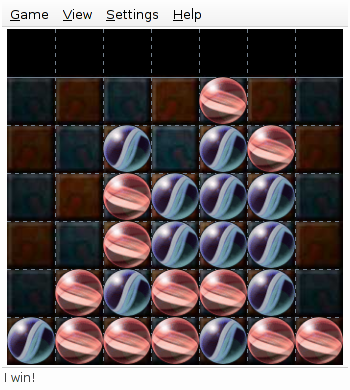
Four in a row
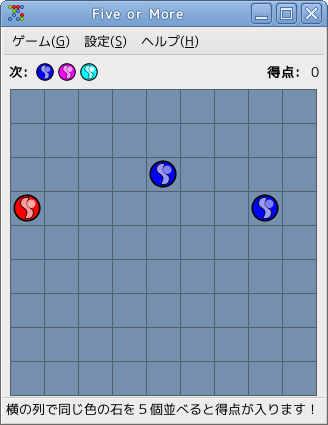
Five or more
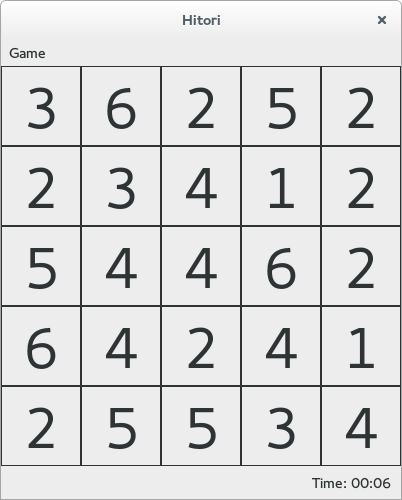
Hitori
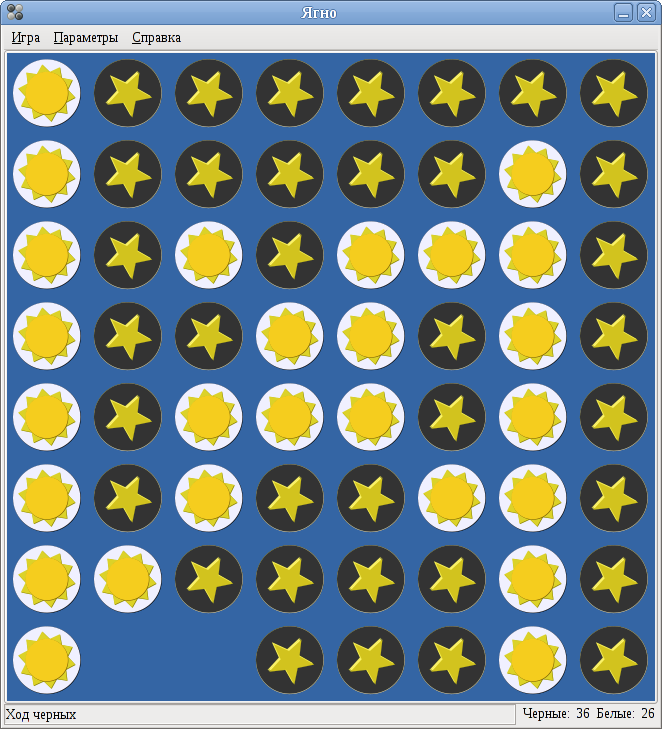
Iagno
Klotski
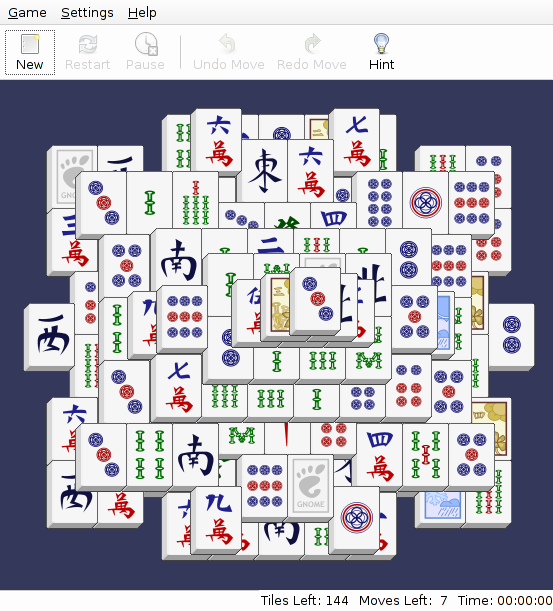
Mahjongg
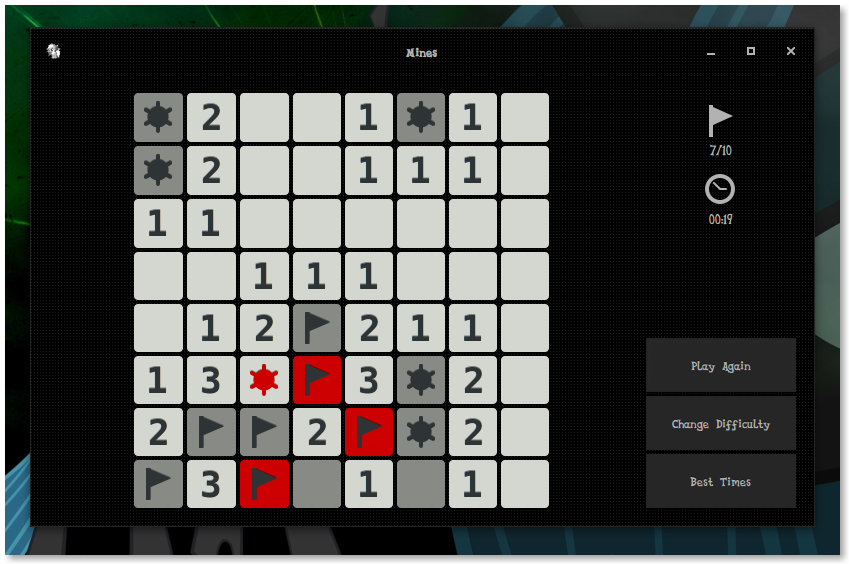
Mines
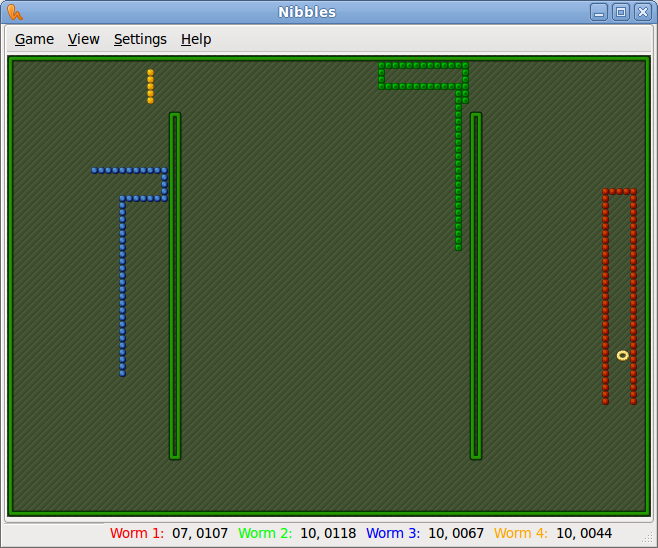
Nibbles
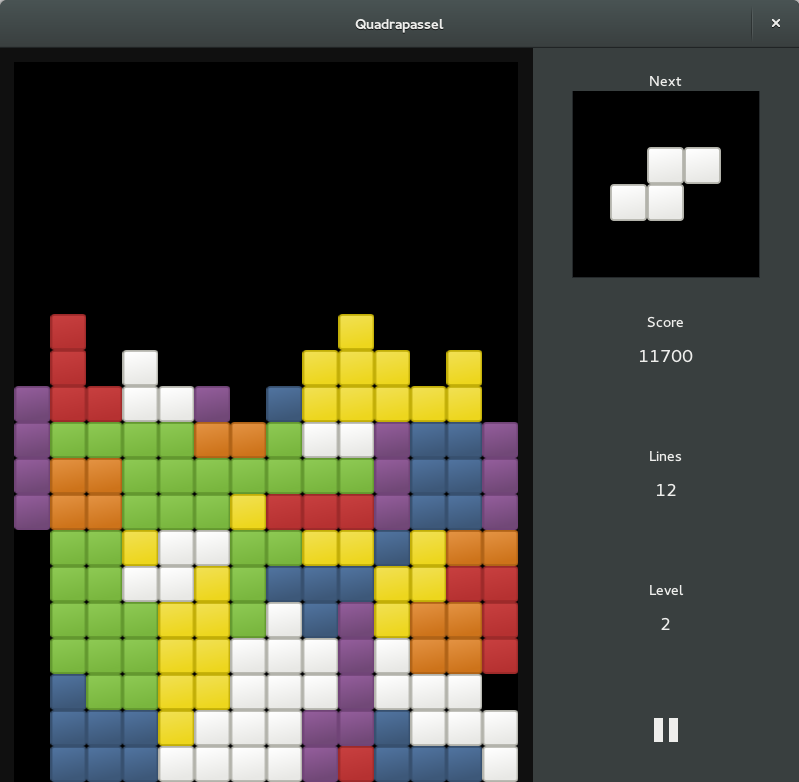
Quadrapassel
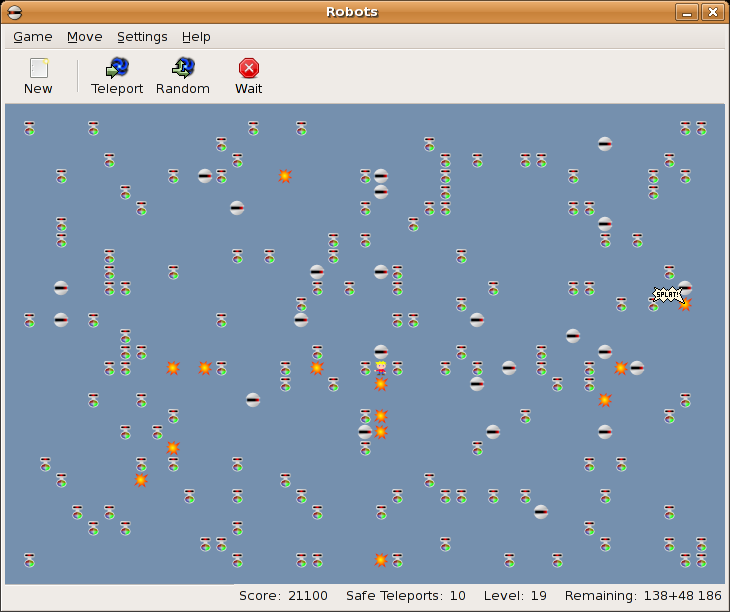
Robots
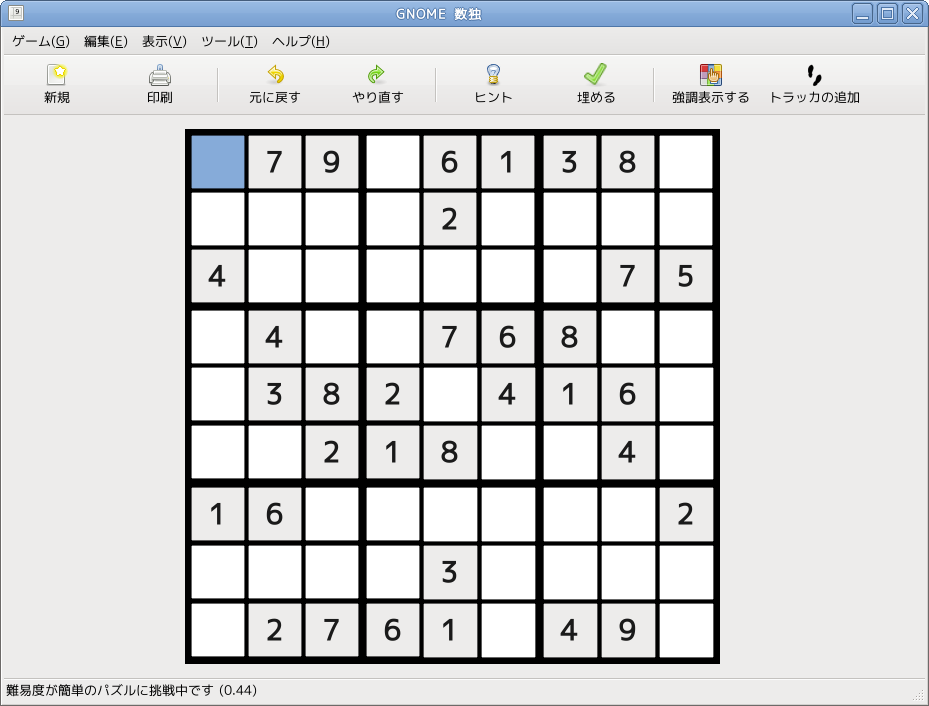
Sudoku
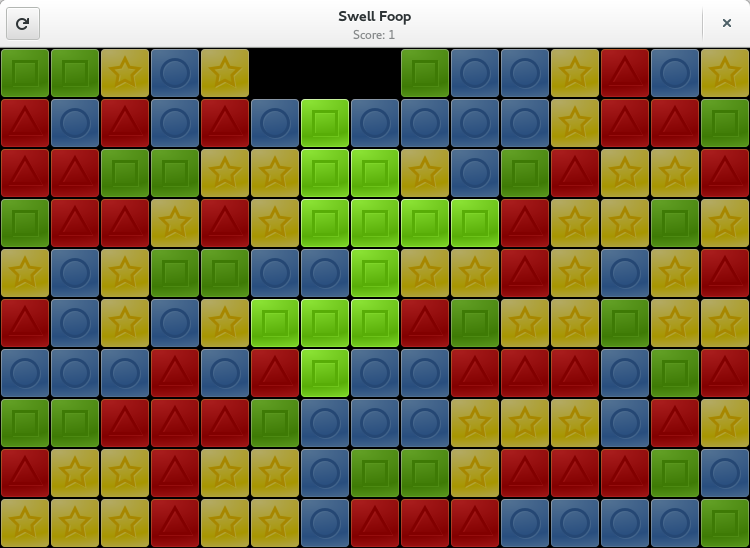
Swell Foop
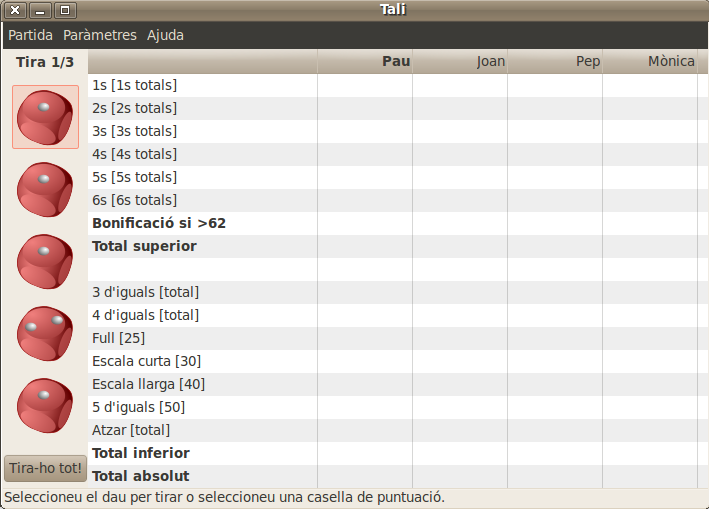
Tali
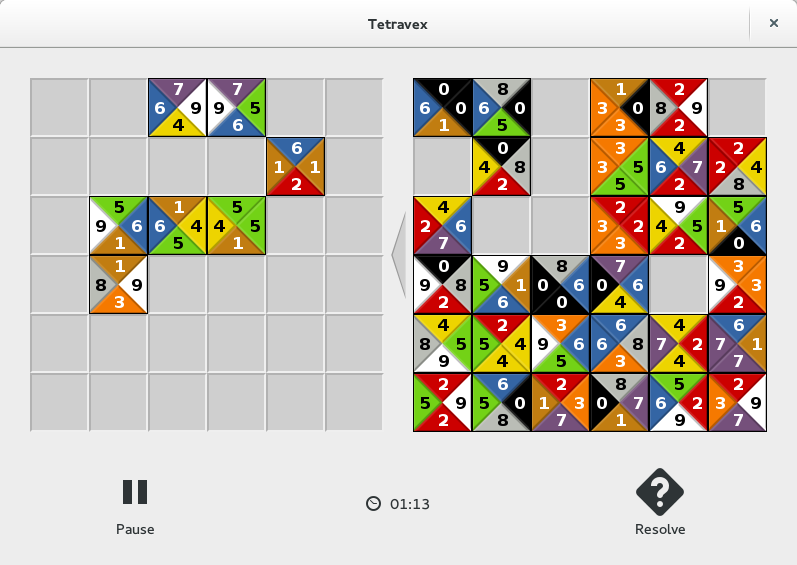
Tetravex
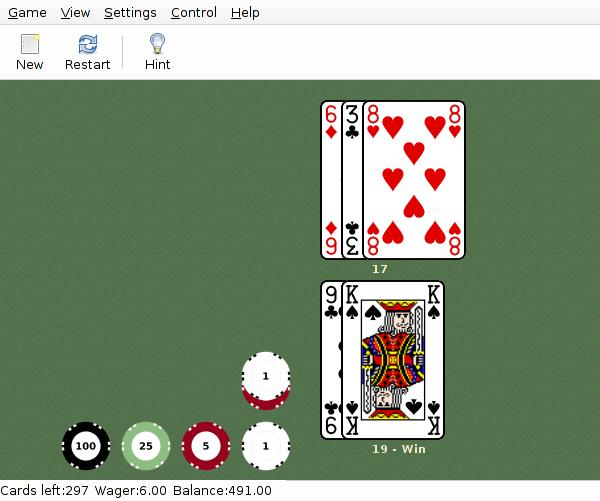
Blackjack